# Gisundet
69°27′32″N 18°4′50″Ø / 69.45889°N 18.08056°Ø
Gisundet (navnet betyder det krogede sund) er et ca. 35 km langt sund i Troms fylke i Norge, omkranset af et bølgende kulturlandskab. Særlig på østsiden er der gode landbrugsområder. Sundet strækker sig fra Solbergfjorden i syd til Malangen i nord og skiller øen Senja fra fastlandet. Gisundet trafikeres af Hurtigruten og er hovedruten for skibstrafikken indenskærs mellem Harstad og Tromsø. Flere steder gør sundet krappe sving, og ved Leiknesodden må skibene langt fra land på grund af en endemoræne som stikker ud i sundet. Dette har medført mange grundstødninger i Gisundet, og det er nu lavet en plan hvor der skal bruges 130 millioner kroner for at opmudre en del af de vanskeligste områder fra 2009 til 2014.
Det har været bro over sundet, mellem Finnsnes og Silsand siden 1972. Gisundbroen krydser Gisundet lige nord for Finnsnes. Den er 1.147 meter lang og har et hovedspænd på 142,5 meter. Der var desuden færgeforbindelse mellem Bjorelvnes og Gibostad frem til 1985.